# Ion Schmidt-Faur
Ion Schmidt Faur, nume la naștere  Iohann Schmidt (n. 8 mai 1883, Znain, azi Znojmo, Cehia – d. 29 martie 1934, București) a fost un sculptor ceh, românizat.

## Biografie
Ion Schmidt-Faur s-a născut în anul 1883 în orașul Znain, din Cehia, care se află în apropiere de granița cu Austria Inferioară. După absolvirea Școlii de arte și meserii, secția modelaj, a fost chemat ca profesor la Târgu-Jiu.
După primul război mondial, și-a continuat studiile la Școala de Arte Frumoase din Viena. Devine apoi profesor de desen și modelaj la Școala de arte și meserii din București.
Ion Schmidt Faur a încetat din viață în anul 1934 în orașul București. A fost înmormântat în cimitirul din Târgu-Jiu la 2 aprilie 1934.

## Românizarea numelui
În 1922 a fost lansat un concurs pentru realizarea unui monument spre a cinsti memoria zburătorilor români căzuți în epoca de pionierat, inclusiv în anii Primului Război Mondial. Macheta lui Iohann Schmidt a fost răsplătită cu premiul I. Președinte de onoare al juriului, principele moștenitor Carol, plăcut impresionat de ideea lui Iohann Schmidt de a plasa pe un obelisc înalt un reprezentativ zburător, un Icar al veacului XX, s-a arătat interesat de identitatea autorului. Iohann Schmidt, fiind de față la această vizionare, s-a prezentat rostindu-și numele. Reacția principelui a fost categorică, traducându-i în limba română numele german „Schmidt”, care înseamnă „fierar” sau „faur”: „Domnule, dumneata ești efectiv un Faur”. Presa a preluat definirea și astfel, treptat, pentru următorul deceniu sculptorul Iohann Schmidt a devenit cunoscut sub numele „Ioan Faur”. Din lipsă de fonduri, ridicarea monumentului a fost amânată, ideea sa de monument fiind preluată mai târziu de Lidia Kotzebue și Iosif Fekete care au primit comanda pentru a realiza Monumentul Eroilor Aerului, la care au lucrat în anii 1928-1935.

## Lucrări

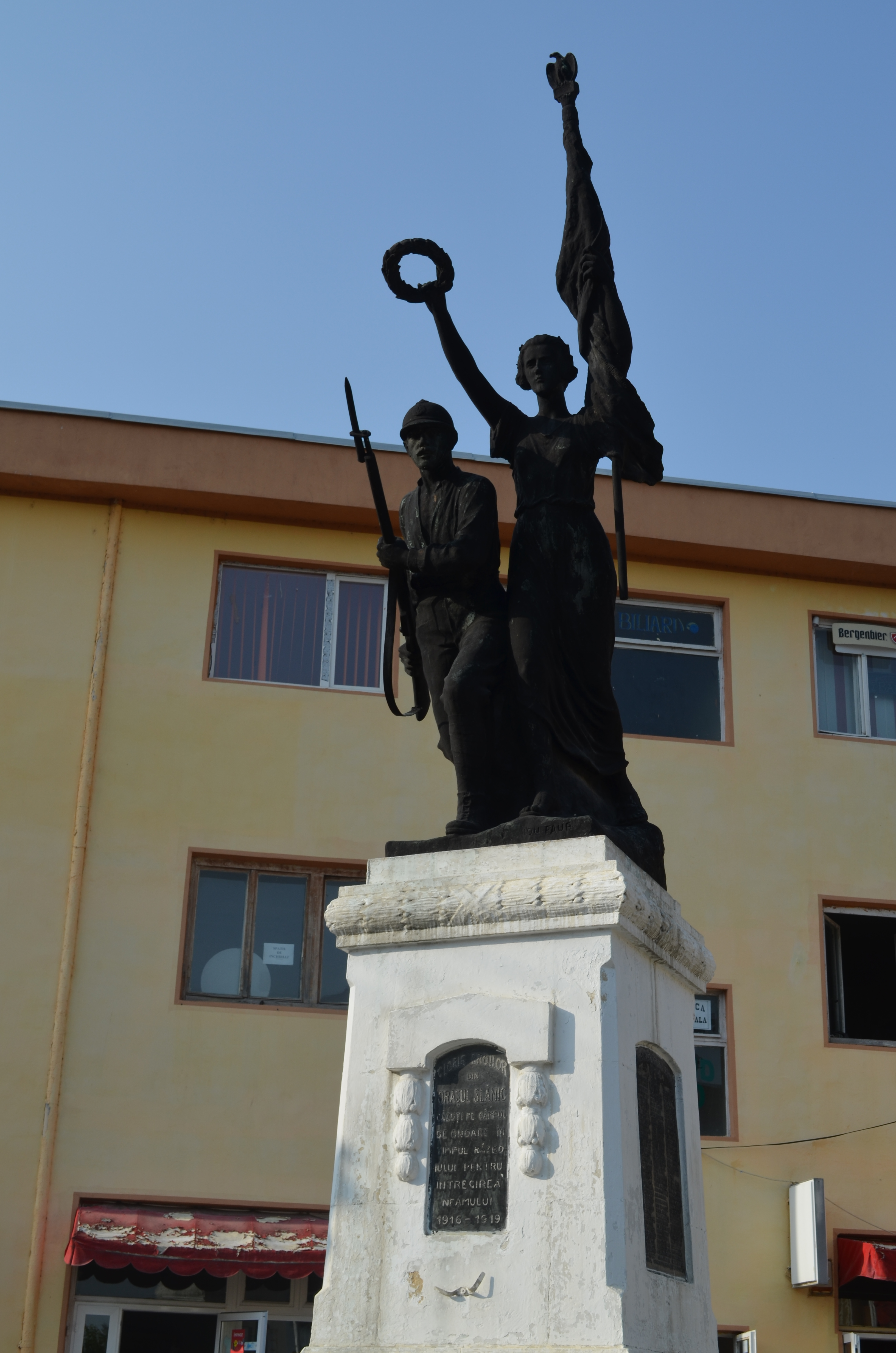
Monumentul Eroilor din Slănic

Ion Schmidt-Faur a executat vreo 12 monumente pentru eroi în diferite orașe (Târgu Mureș, Slănic-Prahova, Ocnele Mari, Hârșova, Caracal etc.), precum și statui de personaje mitologice (Făt-Frumos și Ileana Cosânzeana, Făt-Frumos luptându-se cu Zmeul) sau sculpturi alegorice (Pe gânduri, Durerea, Părăsita, Dormind) etc.
Dintre lucrările sale mai menționăm următoarele:
- Statuia lui Mihai Eminescu din Iași - 1929
- Statuia lui Al. Papiu Ilarian din fața Colegiului „Al. Papiu Ilarian” din Târgu Mureș
- Bustul lui Gheorghe Șincai din fața Colegiului Național Gheorghe Șincai din București.
- Monumentul Eroilor din localitatea Hârșova.[1]